# Соціальна держава
Соціа́льна держа́ва— це соціально орієнтована держава, що визнає людину найвищою соціальною цінністю, надає соціальну допомогу індивідам, які потрапили у важку життєву ситуацію, у суспільстві.

## Історія ідеї про соціальну державу
Поняття «соціальної держави» було висунуто у 1929 р. німецьким державознавцем Г. Геллером і згодом поширилося в Європі.(Хоча автором поняття "соціальна держава" вважається  Лоренцо фон Штейн, котрий ввів його у 1850 році) У США ідея соціальної держави була сприйнята пізніше, ніж у країнах Європи, оскільки тип свідомості американського суспільства був орієнтований на принцип індивідуалізму.
Після Другої світової війни концепція соціальної держави одержала закріплення в конституціях ряду країн Західної Європи (ФРН, Іспанія та ін.). Стаття 1 Конституції Іспанії 1978 р. зазначає, що Іспанія є соціальною, правовою та демократичною державою, вищими цінностями якої є свобода, справедливість, рівність і політичний плюралізм. Стаття 20 Конституції ФРН 1949 р. говорить про те, що ФРН є демократичною і соціальною федеративною державою. У Конституції Франції записано, що вона є демократичною і соціальною республікою.
Соціальна держава означає насамперед обов'язок законодавця бути соціально активним в ім'я згладжування суперечних інтересів членів суспільства і забезпечення гідних умов життя для усіх за наявності рівності форм власності на засоби виробництва. Держава стає органом подолання соціальних протиріч, урахування і координації інтересів різних груп населення, проведення до життя таких рішень, які б позитивно сприймалися різними верствами суспільства, її мета — за допомогою соціальної політики, забезпечення рівності та умов політичної співучасті об'єднати населення, стабілізувати соціальну (утому числі правову) і економічну системи, забезпечити їх прогресивну еволюцію.

## Моделі соціальної держави
Дослідження досвіду становлення і функціонування соціальної держави доводять відсутність її єдиної моделі не тільки в Європі, а й навіть у світі. Це пов'язано з тим, що соціальна держава є гранично загальною категорією. Саме тому вона не може бути піддана докладній правовій стандартизації. Навпаки, питання про її зміст відкривається для вільної політичної дискусії. Існує значна кількість класифікацій соціальної держави.

### Моделі Т. Тілтона та Н. Ферніса
Т. Тілтон, Н. Ферніс у 1977 р. виділили три моделі соціальної держави:
- «Позитивна держава соціального захисту» (англо-американська й англо-саксонська моделі) — орієнтована на зрівняння шансів на добробут усіх громадян, забезпечення та гарантування «рівних можливостей». Соціальне забезпечення базується на індивідуалізмі та захисті корпоративних інтересів. Соціальна політика тут є лише засобом контролю, «амортизатором» соціальних конфліктів, а на соціальні потреби припадає доволі незначна частка держбюжету. Розвинута система соціального законодавства відсутня. Тобто це класична неоліберальна, «залишкова» модель.
- «Держава соціальної безпеки» («держава соціальної захищеності», «держава соціального захисту») — на додаток до забезпечення рівних шансів громадян створює умови повної зайнятості та гарантує всім громадянам без винятку отримання доходів не нижче прожиткового мінімуму. Вона досягає мети ліквідації бідності та знедоленості шляхом соціального страхування. Це гуманізований тип ліберальної держави.
- «Соціальна держава загального добробуту» («держава загального добробуту», «соціальна держава загального благоденства») — забезпечує повну зайнятість, згладжує різницю в доходах усього населення, створює численні постійні державні та громадські соціальні служби. Соціальна політика спрямована на створення рівних життєвих умов для всіх членів суспільства.

### Моделі В. Наумчука
В. Наумчук виділяє патерналістську, корпоративістську та етатистську моделі соціальної держави.
- Для патерналістської моделі характерне намагання досягти ефективності, використовуючи фонди на забезпечення тих членів суспільств, які найбільше потребують допомоги. Вона відрізняється низьким рівнем участі держави у вирішенні соціальних проблем. Основними умовами функціонування моделі є мінімальне втручання держави в ринкові відносини, обмежене застосування заходів державного регулювання, що не виходить за рамки вироблення макроекономічної політики.
- Корпоративістській моделі притаманна законодавчо закріплена співучасть державних і громадських структур у вирішенні проблем індивіда, групи, общини.
- Етатистська модель орієнтована на централізовану, дорогу систему соціального забезпечення, значну державну участь у соціальному обслуговуванні. Контроль за реалізацією державної соціальної політики здійснюється місцевими органами влади, підзвітними центральному уряду.

### Моделі В. Гойтмана
В. Гойман, беручи за критерій рівень доходів, виділяє чотири типи соціальної держави: 
- мегалітарний — усі члени суспільства отримують рівні блага, а отже, в економічному (матеріальному) сенсі всі є рівними;
- роулсіанський тип, при якому справедливою є така диференціація доходів, яка допускає відносну економічну нерівність лише тоді, коли вона сприяє досягненню вищого рівня життя незаможних членів суспільства. Це тип соціальної держави, зорієнтованої на максимальне забезпечення корисності для найменш забезпечених осіб;
- утилітарний тип передбачає максимізацію його загальної корисності для всіх членів суспільства. Інакше кажучи, більшу частину суспільного багатства повинен отримувати той, хто є більшою мірою здатний приносити (і реально приносить) користь;
- тип соціальної держави, орієнтованої на класичну модель ринку.

Уніфікованої соціальної моделі не існує. У силу історичних, культурних відмінностей кожна національна соціальна модель оригінальна та неповторна. 
Реальна соціальна практика базується не відповідно до теоретичних моделей, а згідно з історичними, культурними, економічними і політичними умовами, тому переважають змішані моделі, в яких виділяють найхарактерніші для тої чи іншої моделі ознаки.

## Ознаки соціальної держави
Незалежно від специфіки тієї чи іншої національної моделі соціальної держави для неї характерні такі спільні ознаки:
- соціальна держава є закономірним продуктом еволюції громадянського суспільства в напрямку до громадянського суспільства соціальної демократії;
- вона завжди визнається якісною характеристикою правової держави;
- проголошення держави соціальною є важливою конституційною гарантією забезпечення і захисту соціальних прав людини;
- оскільки як мета діяльності соціальної держави, так і сама ця діяльність (соціальна політика) визначаються правовими рішеннями, то її функціонування передбачає наявність розвинутого соціального законодавства;
- соціальна держава слугує забезпеченню громадянського миру і злагоди в суспільстві;
- утвердження соціальної державності сприяє трансформації ринкової економіки на соціальну ринкову, служінню власності інтересам як власника, так і суспільства.

## Першоджерела
- Lorenz von Stein. Geschichte der sozialen Bewegung in Frankreich von 1789 bis auf unsre Tage, Leipz. 1850, // Історія соціальног руху у Франції з 1789 р. В 3х томах.